# Samuel Sanford Shapiro
Samuel Sanford Shapiro (ur. 13 lipca 1930 w Nowym Jorku, zm. 5 listopada 2023 w Miami) – amerykański statystyk i inżynier, profesor Florida International University. Jest współtwórcą (wspólnie z Martinem Wilkiem) testu Shapiro-Wilka.